# نمر إفريقي
النمر الإفريقي هو أحد سلالات النمر وأكثرها شيوعا، فهو ينتشر في جميع أنحاء أفريقيا من رأس الرجاء الصالح إلى شمال تونس، وأصبحت هذه السلالة اليوم تضم سلالات كانت تعدّ مستقلة مسبقاً مثل نويعة زنجبار والنويعة البربرية. تعدّ هذه السلالة بكاملها أنها غير مهددة على الأطلاق، أما بعض الجمهرات مثل الجمهرة البربرية فتعدّ مهددة بصورة حرجة.

## الوصف

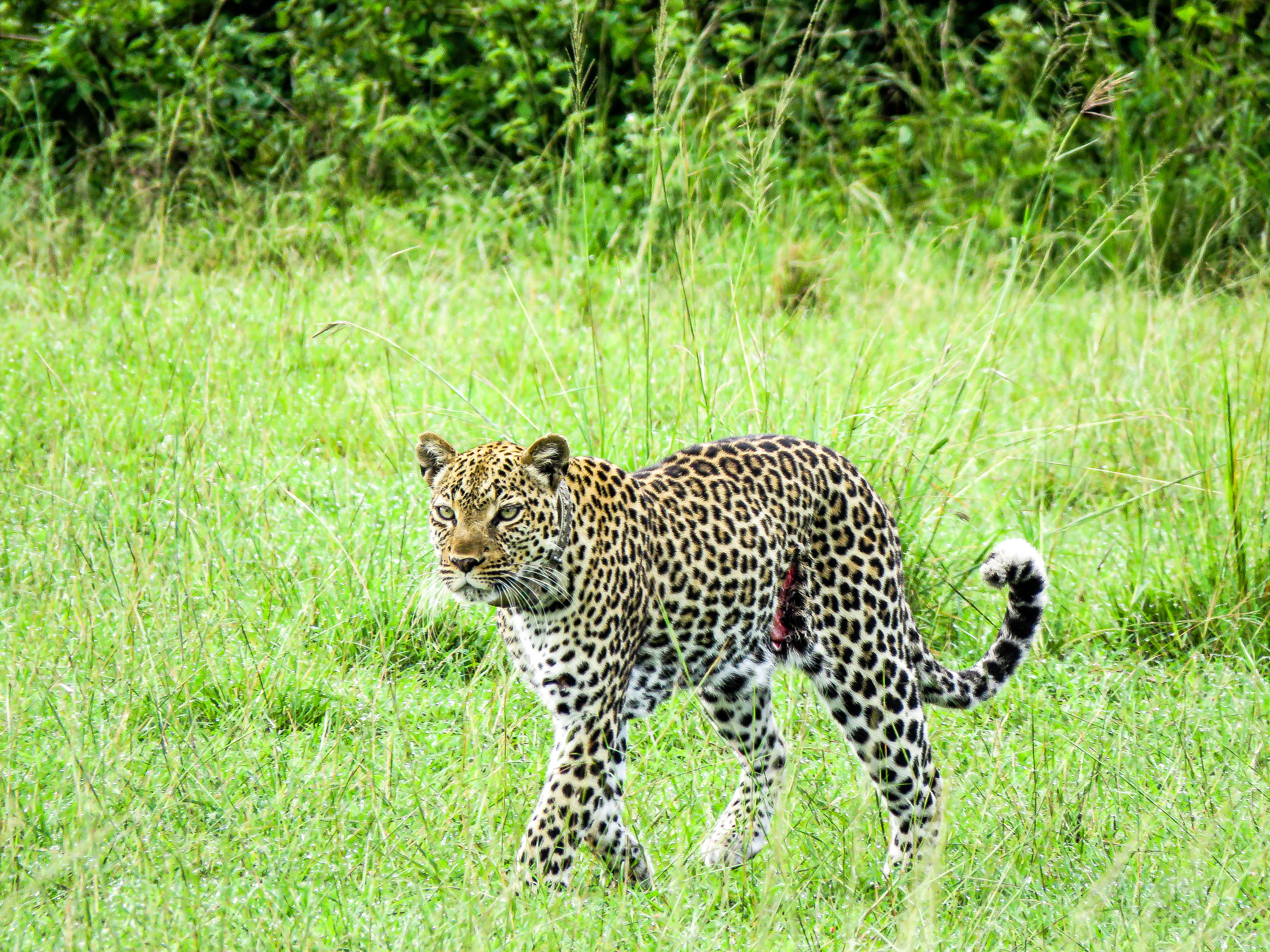
نمر إفريقي ذات اللون القشدي

يختلف لون النمر الإفريقي باختلاف موطنه عبر إفريقيا وبحسب المسكن الذي يعيش فيه، فيمكن أن يتراوح لونه من البني الضارب إلى الحمرة إلى الأصفر الداكن والقشدي. وللنمور الإفريقية رقط ورديّة سوداء لا تحوي نقاطا بداخلها كما تحوي نقاط اليغور (النمر الأمريكي)، ويختلف نمط الرقط باختلاف الأفراد حيث يكون لكل نمر نمط معين يميزه عن غيره. تكون ذكور النمر الإفريقي أكبر حجما وأثقل وزنا من الإناث.
وتتميز الجمهرة البربرية أو النمر البربري التي تقطن شمال أفريقيا وجبال أطلس بشكل خاص بأنها أقصر وأكثر امتلاءً من بقيّة جمهرات النمر الإفريقي حيث تمتلك معطفا أكثر سماكة بسبب سكنها لمناطق تثلج فيها غالبا. وتنص بعض التقارير على أن النمر البربري يمتلك خاصيّة شبيهة بتلك التي تمتلكها الجمال والتي تمكنه من البقاء في الصحراء بدون ماء قرابة الشهر.

## التغذية
كما سلالات النمور الأخرى، فإن حمية النمر الإفريقي متنوعة بشكل كبير وتشمل الحشرات، القوارض، الزواحف، والثدييات البرية الكبيرة والماشية المستأنسة بين الحين والأخر عندما تقل أعداد الفرائس الطبيعية. والنمور حيوانات قوية جدا، فهي قادرة على أن ترفع طرائد تفوقها وزنا بعدة أضعاف، من شاكلة النو الأزرق، إلى الأشجار لحمايتها من الحيوانات القمّامة مثل الضباع والضواري الأخرى. النمور الإفريقية حيوانات ليلية النشاط ولا تصطاد إلا خلال الغسق غالبا، إلا أنها تبقى حيوانات انتهازية وبالتالي فإنها قد تصطاد خلال وضح النهار بحال دعت الحاجة لذلك.
النمور حيوانات متسللة أي أنها تقوم بالتسلل لمسافة قريبة بجانب طريدتها ومن ثم تطاردها لمسافة قصيرة وتقتلها خنقا عبر عضّة في العنق. ومن النادر ان تقوم النمور بمقاتلة ضوار أخرى لتسلبها طريدتها أو حتى لتدافع عن طريدتها الخاصة، وذلك تجنبا للإصابة التي يمكن أن تكون قاتلة إذ تمنعها من الصيد وقدرتها على المطاردة مما يؤدي إلى موتها جوعا. يمكن للنمور أن تستحصل على بعض العصارات التي تحتاجها من دماء طريدتها إلا أنها تبقى بحاجة إلى الشرب على فترات منتظمة.

## الموطن ووضع الجُمهرة
النمور الإفريقية حيوانات متأقلمة بشكل كبير، فهي تقطن جميع أنحاء إفريقيا وجميع أنواع المساكن المتوافرة، من الجبال إلى الأراضي العشبية والسفانا والصحاري والغابات، وغالبا ما يرى الناظر النمور وهي تستريح أو تأكل على الأشجار.
تعدّ السلالة الإفريقية غير مهددة ككل، إلا أن بعض الجمهرات مثل الجمهرة البربرية تعدّ مهددة بصورة حرجة، وهناك عدة تقارير متناقضة حول عدد النمور البربرية التي لا تزال موجودة في البرية، فالبعض يرجّح انقراضها الكامل وبقاء قرابة إثني عشر فردا في الأسر بينما البعض الأخر يفيد ببقاء 250 نمر بربري في البريّة. وتفيد التقارير الأخيرة بأن بعض أثار الأقدام وجدت في جبال أطلس بالمغرب من قبل فريق أبحاث إسباني مما يؤكد استمرار وجود هذه الجمهرة في تلك المنطقة، وهناك حاليا بضعة مشاريع لإطلاق حملات إلى تلك المنطقة للحصول على معلومات جديدة عن الجمهرة البربرية من النمر الإفريقي. وفي فبراير من عام 2009 تم تصوير النمر البربري باستعمال كاميرا فخية، التي تستخدم لنقل صور حية للحيوانات المفترسة والخطيرة. كما قام العالم الجزائري «بلبشير فريد» بالتعاون مع جمعية حظيرة الهقار وجامعة بجاية بدعم من جمعية علوم الحيوان في لندن القيام بالابحاث الخاصة بهذه الجمهرة.

## وصلات خارجية
- النمر الإفريقي من موقع «السفاري الآن».
- النمر الأفريقي من موقع "ديستيناشون 360.
- آركيف: صور ومعلومات عن نمور شمال أفريقيا.
- النمور الأفريقية مباشرة على كاميرات وب.